# Deadsy
Deadsy — американская индастриал-рок-группа из Калифорнии. Группа примечательна тем, что сценические имена каждого её участника означают конкретный цвет. Группа выпустила три студийных альбома. Самостоятельно выпустив одноимённый дебют в 1996 году, коллектив получил широкую известность и поддержку ветеранов ню-метала, таких как Джонатан Дэвис и Фред Дёрст, которые помогли Deadsy с релизом их альбома Commencement в 2002 году. На протяжении 2000-х годов Deadsy выступали по всей территории Соединённых Штатов, в том числе участвовали в Family Values Tour. Вскоре после выпуска нового альбома Phantasmagore, в 2007 году, группа взяла перерыв на неопределённый срок.
В 2018 году состоялось первое выступление группы с 2006 года. В 2020 году сообщалось, что у неё были планы выпустить свой третий альбом под названием Subterfugue в следующем году, но по состоянию на ноябрь 2022 года альбом ещё не вышел.

## История

### Ранние годы (1995—1996)
Группа Deadsy была основана в 1995 году, когда Элайджа Блу Оллман (сын Шер и Грегга Оллмана), также известный как Phillips Exeter Blue l, записал несколько демок (включая «Dear» и кавер «Texas Never Whispers») вместе с Алеком Пуро. Немногим позже Элайджа принял в свои ряды клавишника по имени Ренн Хоуки. Втроём они искали своё звучание, параллельно будучи в поисках студии звукозаписи.

### Начало творческого пути (1996—1999)
Deadsy подписали контракт с Sire Records и вскоре приступили к написанию новых песен. Так как в группе до сих пор не было басиста, Джею Гордону из Orgy было предложено поиграть на бас-гитаре для одноимённого ЕР. После того, как ЕР был записан и выпущен, группа временно переехала в Нью-Йорк, где барабанщик (и по совместительству продюсер) Марк Джордан присоединился к группе. Deadsy дали свой первый лайв-концерт в Кони-Айленд в 1997 году, однако после того, как 3 первые песни были исполнены, участники группы покинули площадку по невыясненным причинам. Позже к составу присоединился Крейг Рикер, как постоянный басист и группа вновь продолжила писать песни для предстоящего полноформатника. Как только несколько песен для нового альбома были написаны, группа решила переиздать часть треков из своего дебютного EP. Был снят клип на песню «She Likes Big Words», который представлял собой нарезку видеоматериала с ранних концертов команды. В то время как Commencement был почти готов, лейбл Sire Records отделился от Elektra Records, что перенесло дату релиза альбома на неопределённый срок. Чуть позже «Deadsy» и вовсе разорвали контракт с лейблом, приступив к поиску нового.

### Commencement (1999—2003)
Во время поиска нового лейбла, Карлтон Бост был принят в группу, играть на синтезаторной гитаре. Ашберн Миллер заменил на басу Крэйга Рикера в январе 2002 года, после того, как Крейг покинул Deadsy. Вскоре после этого, Джонатан Дэвис из Korn помог Deadsy подписать контракт с лейблом Elementree Records для издания Commencement, а также пригласил группу поучаствовать в «Family Values Tour 2001». Commencement наконец-таки был выпущен в мае 2002 года. Большинство его треков были из одноимённого EP, но некоторые были совершенно новые, включая «The Key To Gramercy Park», для которого был снят клип, режиссёром которого стал Фред Дёрст из Limp Bizkit. Некоторое время спустя Deadsy приступили к работе над новым альбомом.
Поддержка со стороны столь значимых представителей метал-сцены значительно поспособствовала популярности Deadsy. Однако, это не слишком сильно повлияло на продажи альбомов, которые были далеки от ожидаемых. Проще говоря, Commencement стал для группы провальным в коммерческом плане. Тем не менее, Deadsy продолжали вести активную концертную деятельность и готовились к записи нового альбома Phantasmagore.

### Phantasmagore (2003—2007)
Deadsy заключили контракт с Immortal Records для записи Phantasmagore в 2006 году. На протяжении всего 4-летнего процесса работы над новым альбомом, Deadsy выпускали разные клипы и демо-версии на своём официальном сайте. Deadsy вновь пригласили для участия в Family Values Tour летом 2006 года, выступать на одной сцене с Deftones и Korn. Позже Deadsy поехали в другой тур вместе с Deftones, который начался осенью.
В январе 2007 года, Deadsy расстались с басистом Ашберном Миллером (также известным под псевдонимом Creature), но позже к группе присоединился Дженс Функе.

### Перерыв (2007—2017)
В феврале 2007 года, на сайте группы была опубликована небольшая заметка от Элайджи, которая содержала следующее: «Я готовлю сольный альбом». Карлтон затем присоединился к составу индастриал-группы The Dreaming. 16 апреля 2007 года на MySpace было опубликовано сообщение от Алека Пуро, который написал: «Как вы все знаете, мы хотим взять небольшой перерыв в Deadsy, так что Элайджа может заниматься сольным проектом.»
В начале 2008 года, Elijah Blue and the Trapezoids был официально представлен как новый сольный проект Элайджи.
11 сентября 2008 года, Dr. Nner покинул группу, чтобы сконцентрироваться на семейной жизни. Он женат на актрисе Вере Фармиге, также у них есть сын по имени Финн, который родился 15 января 2009 года. 4 ноября 2010 года Фармига родила дочь Гитту Любовь Хоуки. Dr. Nner затем прокомментировал: "Это было слишком грубым стилем жизни, " однако затем вернулся на сцену, используя своё настоящее имя, Ренн Хоуки.
В феврале 2010 года Элайджа заявил, что «Deadsy спит в данный момент», а он сам полностью сосредоточен на своих художественных работах, которые были представлены в Kantor Gallery 24 февраля 2010 года.
Creature (Ашберн Миллер) и Carlton Megalodon (Карлтон Бост) присоединились к новому составу Orgy в сентябре 2012 года. Они выпустили сингл «Grime of the Century» для продвижения их предстоящего студийного альбома.
Элайджа Блу Оллман сделал три разных поста о музыке и Deadsy в частности, в своём Твиттере. Первый содержит следующее: «Следуйте за мной @KINGQueenie в твиттере….» Второй: «Хорошо, теперь, когда всё в порядке… настало время, чтобы сделать немного чёртовой тяжёлой музыки… Зверь вернулся…», что возможно относилось к Крейгу Рикеру. Третий: «Я думаю, что надо бы позвонить моей новой группе [Cock Riot]…»

### Возвращение (2018—настоящее время)
16 ноября 2018 года Deadsy (Оллман, Хуоки, Пуро и Бост) дали полуакустичесий концерт вместе с Queens of the Stone Age в тюрьме Сан-Квентин, что стало первым выступлением коллектива с 2006 года. 14 июля 2020 года Deadsy (теперь стилизованные как DÆDSY) объявили в социальных сетях, что их грядущий альбом под названием «Subterfugue» должен быть выпущен в начале 2021 года. Они также заявили, что Phantasmagore будет переработан, вернётся на цифровые платформы и получит виниловый релиз. Крейг Рикер снова присоединился к группе в качестве басиста, и 2 ноября 2020 года Phantasmagore был переиздан на собственном лейбле группы Deadsy Tran Kilo.

### Музыкальные стили и темы
Оллман охарактеризовал низкое и диссонирующее звучание группы, назвав его Undercore. Баритон Элайджи, низко настроенные гитары, синтезаторы Хоуки и Z-Tar Карлтона, — всё это создаёт характерное звучание группы.
Лирика и образы песен часто затрагивают темы сексуального, религиозного, магического характера, имеют массу отсылок к поп-культуре. В текстах песен можно заметить отсылки к педофилии, тайным обществам, фильму 1956 года «Запретная Планета», «Звёздным войнам», роману «Дюна» Фрэнка Герберта и даже фильму «101 Далматинец».

### Участники и их сценический образ
Элайджа часто называет группу «художественным проектом», или «художественным направлением». Каждый участник группы представляет как определённый элемент или «сущность», которая управляет человеческим обществом. Каждая сущность имеет также свой собственный цвет и неповторимый внешний вид.
Текущий состав
- Элайджа Блу Оллман — вокал, гитара, программирование (1995—2007, 2017—наши дни)
- Алек Пуро — ударные, программирование (1995—2007, 2017—наши дни)
- Ренн Хоуки — клавишные, синтезатор (1995—2007, 2017—наши дни)
- Карлтон Бост — соло-гитара, синтезаторная гитара (1999—2007, 2017—наши дни)
- Крейг Рикер — бас-гитара (1998—2002, 2020—наши дни)

Бывшие участники
- Энди Тренч — бас-гитара (1997)
- Джей Гордон — бас-гитара (1997—1999)
- Ашберн Миллер — бас-гитара (2002—2007)
- Дженс Функе — бас-гитара (2007)

## Дискография

### Студийные альбомы
| Название      | Детали                                                              | Высшая позиция в чарте | Высшая позиция в чарте |
| Название      | Детали                                                              | US                     | US Ind.                |
| ------------- | ------------------------------------------------------------------- | ---------------------- | ---------------------- |
| Deadsy        | - Выпущен: 1 августа 1996 - Лейбл: Sire - Формат: CD, CS            | —                      | —                      |
| Commencement  | - Выпущен: 14 мая 2002 - Лейбл: Elementree, DreamWorks - Формат: CD | 100                    | —                      |
| Phantasmagore | - Выпущен: August 22, 2006 - Лейбл: Immortal - Формат: CD           | 176                    | 17                     |

### Синглы
| Название                                     | Год  | Альбом       |
| -------------------------------------------- | ---- | ------------ |
| «The Elements»                               | 1997 | Deadsy       |
| «The Key to Gramercy Park» / «Mansion World» | 2001 | Commencement |
| «Brand New Love»                             | 2002 | Commencement |
| «Friends»                                    | 2006 | —            |

### Экстра
- «Asura» (демо-клип) (1:24)
- «Asura» (демо) (3:27)
- «Avalon» (демо) (4:49) — кавер на песню Roxy Music. Изначально трек появился на ранней демо-кассете, но не получил широкого распространения.
- «Babes In Abyss» (демо) (3:23)
- «Better Than You Know» (демо-клип) (1:58)
- «Better Than You Know» (unmastered) (6:14)
- «Book of Black Dreams» (демо-клип) (1:03)
- «Brand New Love» (радио-версия) (3:42)
- «Carrying Over» (живая запись) (4:24) — из компиляции Family Values Tour 2006 года.
- «Colossus» (демо) (4:25) — предоставлен участникам рекламной кампании Myspace.
- «Crimson & Clover» (3:37) — песня из фильма 1999 года «Прогулка по Луне» с участием матери Оллмана, Шер.
- «Dear» (демо) (6:47) — одна из первых оригинальных композиций группы.
- «Do You Want It All?» (unreleased) (0:00) — неизданная песня с альбома Phantasmagore.
- «Dreamcrusher» (демо-клип) (1:13)
- «Friends» (3:58) — доступен для покупки через iTunes.
- «Just Like Heaven» (демо) (6:02) — кавер на песню The Cure.
- «Key to Gramercy Park» (демо) (3:11)
- «Mansion World» (deepsky remix) (7:41)
- «My Only Friend» (3:26) — кавер-саундтрек на песню The Magnetic Fields для фильма «Проживая зиму» (2005).
- «Replicas» (5:12) — был включён в трибьют-альбом Гэри Ньюмана в 1997 году.
- «Sands of Time» (демо-клип) (1:17) демо-клип на трек, получивший название «Time».
- «Strength of Mind» (демо) (3:27) — был выпущен Immortal Records по ошибке. Прежде чем трек сняли с продажи, его успели купить несколько раз.
- «Texas Never Whispers» (3:43) — кавер на песню Pavement.
- «Tom Sawyer» (живая запись) (4:11) — из компиляции Family Values Tour 2001 года.

### Видеоклипы
- 1999 — «She Likes Big Words»
- 2002 —  «The Key to Gramercy Park» (снят Фредом Дёрстом)
- 2002 —  «Brand New Love» (снят Deadsy Legions)
- 2005 — «Babes in Abyss»
- 2006 — «Razor Love»